# Stejari (okręg Ardżesz)
Stejari – wieś w Rumunii, w okręgu Ardżesz, w gminie Băiculești. W 2011 roku liczyła 186 mieszkańców.